# Cliothosa investigatoris
Cliothosa investigatoris är en svampdjursart som först beskrevs av Annandale 1915.  Cliothosa investigatoris ingår i släktet Cliothosa och familjen borrsvampar. Inga underarter finns listade i Catalogue of Life.